# Teneur en calcium des aliments
La teneur en calcium des aliments est la quantité de calcium contenue dans un aliment. Elle s'exprime généralement en poids pour une mesure donnée (par exemple pour 100 g ou 100 ml).

## Teneur en calcium des aliments
Liste des aliments contenant au moins 100 mg en calcium par 100 grammes  d'aliment, classés par teneur décroissante.
| Aliment                                   | Teneur en calcium mg/100 g |
| Pavot                                     | 1 460                      |
| Wakamé                                    | 1 300                      |
| Poudre de lait écrémé                     | 1 300                      |
| Parmesan (fromage 36,6 % matière grasse)  | 1 107                      |
| Appenzeller (fromage 20 % matière grasse) | 1 090                      |
| Emmental (fromage 45 % matière grasse)    | 1 030                      |
| Poudre de lait entier                     | 1 060                      |
| Cantal                                    | 1 022                      |
| Tilsit (fromage 30 % matière grasse)      | 990                        |
| Comté                                     | 952                        |
| Lait de beurre en poudre                  | 894                        |
| Poudre de sérum (poudre de petit lait)    | 890                        |
| Provolone                                 | 881                        |
| Gruyère                                   | 880                        |
| Gouda (fromage 45 % matière grasse)       | 820                        |
| Edam (fromage 30 % matière grasse)        | 800                        |
| Sésame                                    | 783                        |
| Appenzeller (fromage 50 % matière grasse) | 740                        |
| Ortie                                     | 713                        |
| Cheddar (fromage 50 % matière grasse)     | 698                        |
| Mozzarella                                | 651                        |
| Roquefort                                 | 662                        |
| Gorgonzola                                | 612                        |
| Limbourg (fromage 20 % matière grasse)    | 610                        |
| Bel paese                                 | 604                        |
| Pois carré                                | 530                        |
| Fromage bleu                              | 526                        |
| Camembert 30 % matière grasse             | 600                        |
| Mauve sauvage                             | 505                        |
| Romadur (fromage 20 % matière grasse)     | 448                        |
| Feta (fromage 45 % matière grasse)        | 429                        |
| Plantain, feuille                         | 412                        |
| Brie                                      | 400                        |
| Galinsoga                                 | 372                        |
| Algue Kombu                               | 365                        |
| Sardines à l'huile                        | 330                        |
| Munster (fromage 45 % matière grasse)     | 310                        |
| Thé noir                                  | 302                        |
| Glechome                                  | 289                        |
| Jaune d’œuf en poudre                     | 282                        |
| Ricotta                                   | 274                        |
| Baie d'églantier                          | 257                        |
| Amande                                    | 252                        |
| Herbe à cinq côtes                        | 248                        |
| Chocolat au lait                          | 247                        |
| Lait condensé, 7,5 % matière grasse       | 242                        |
| Noisette                                  | 226                        |
| Amarante                                  | 214                        |
| Cresson alénois                           | 214                        |
| Chou vert                                 | 212                        |
| Soja                                      | 200                        |
| Lin, graine                               | 198                        |
| Lait de brebis                            | 198                        |
| Haricot vert séché                        | 197                        |
| Arroche des jardins                       | 197                        |
| Lait de bufflonne                         | 195                        |
| Figue séchée                              | 193                        |
| Œuf entier de poule en poudre             | 190                        |
| Cresson de fontaine                       | 180                        |
| Persil                                    | 179                        |
| Pissenlit, feuilles                       | 168                        |
| Lamier, feuille                           | 166                        |
| Krill antarctique                         | 160                        |
| Roquette                                  | 160                        |
| Barbarée                                  | 156                        |
| Mouron des oiseaux                        | 150                        |
| Café torréfié                             | 146                        |
| Jaune d'œuf liquide                       | 140                        |
| Pistache                                  | 136                        |
| Noix du Brésil                            | 132                        |
| Égopode                                   | 132                        |
| Lait de chamelle                          | 132                        |
| Chénopode Bon-Henri                       | 130                        |
| Civette                                   | 129                        |
| Pois d'Angole sauvage, feuilles           | 129                        |
| Lait de chèvre                            | 127                        |
| Fromage de lait caillé                    | 125                        |
| Pois chiche                               | 124                        |
| Salsifis sauvage, feuille                 | 122                        |
| Granette, feuille                         | 122                        |
| Lait entier de vache                      | 120                        |
| Yaourt 3,5 % matières grasses             | 120                        |
| Kéfir de lait                             | 120                        |
| Épinard                                   | 117                        |
| Cacao en poudre                           | 114                        |
| Haricot blanche sèche                     | 113                        |
| Lait de jument                            | 110                        |
| Lait d'ânesse                             | 110                        |
| Fenouil                                   | 109                        |
| Lait de beurre                            | 109                        |
| Ambérique                                 | 108                        |
| Noix de cola                              | 108                        |
| Bette poirée                              | 103                        |
| Crème à café                              | 101                        |
| Crème caillée                             | 100                        |

Ce tableau donne une quantité de calcium, pas la « disponibilité réelle » de cet élément pour l'organisme qui est variable en fonction de l'organisme (âge, état de santé) et de l'aliment.

## AJR et ANC en calcium
Selon l'Agence nationale de sécurité sanitaire de l'alimentation, de l'environnement et du travail (Anses), l'AJR (Apport journalier recommandé) est de 800 mg. Les apports nutritionnels conseillés (ANC) pour la population française sont les suivants : 
- Enfants
  - 1-3 ans : 600 mg
  - 4-6 ans : 700 mg
  - 7-9 ans : 900 mg
  - >10 ans : 1 200 mg

- Adolescents : 1 200 mg

- Adultes : 900 mg
  - Femmes enceintes (dernier trimestre) ou allaitant : 1 000 mg
  - Femmes > 55 ans : 1 200 mg
  - Hommes > 65 ans : 1 200 mg

- Personnes âgées : 1 200 mg

Selon l'Anses, Un apport de 0,9 x ANC donne une probabilité de 85 % de couvrir les besoins. Les ANC sont des recommandations statistiques destinées à une population, pas pour un individu particulier.
Cependant, selon le département nutrition de l'école de santé publique de l'université Harvard, la quantité adéquate de calcium qui doit composer notre régime alimentaire n'a pas encore été déterminée. Certaines populations (asiatiques) présentant une prise de calcium journalière moyenne de 300 mg par jour ont un taux de fractures plus bas qu'en Europe. 
Selon l'OMS, un besoin de calcium beaucoup plus bas (500 mg/jour) est observé chez les personnes ayant une alimentation beaucoup plus végétarienne, qui s'exposent suffisamment au soleil (vitamine D) et qui ont une activité physique non sédentaire.